# ノーライフキング
ノーライフキング(no-life-King)とは、
1. いとうせいこう著（1988年・第2回三島由紀夫賞候補作）の小説。また、それを原作とした市川準監督の日本映画。本項で紹介。
2. 『ソード・ワールドRPG』における、魔術師が自ら変異した最上位の吸血鬼。「不死の王」と当て字をされることが多い。
3. アンデッド（不死の怪物）の中でも最強・最恐の個体で、下位のアンデッドの支配者[1]。吸血鬼であることが多い。称号や通称であることもあれば、（唯一個体の）アンデッド種族であることもある。
4. 『ヴァルキリープロファイル』、『ヴァルキリープロファイル2 シルメリア』における「不死者の王」ブラムス。

## 概要
子供たちの間で囁かれる噂とそれに影響された行動に、大人たちが翻弄される様を描く。

### 時代背景
この当時はファミコンの全盛期であった。劇中語られる熱狂的な支持を集めたゲームソフトは、カリスマ的な人気を誇り社会現象にもなった『ドラゴンクエストIII そして伝説へ…』の存在にも重なる。

## あらすじ
家庭用ゲーム機「ディス・コン」が普及した時代。小学生の間には、学校や専用電話や学習塾のネットワークを介し（作品発表当時は携帯電話が普及していなかった）、ディス・コン用ゲームの攻略情報交換を主目的とした独自の情報網が構築されていた。
ディス・コン用ゲームの中でも、ロール・プレイング・ゲーム「ライフキング」はキラーソフト（ディス・コン普及を牽引したゲーム）として爆発的なブームを生み出していた。それは現代日本を舞台とし、主人公の小学生が呪われた世界を解放するゲームで、近所の怖い大人や教師といった身近な大人を「敵」とした舞台設定や、ゲームの完全攻略に必要不可欠な「裏技」、公式には未発表の「異なるヴァージョン」の存在と言った隠し要素が子供たちを魅了したのだ。
独自の情報網で攻略情報を交換し合う子供たちの間では、「ライフキング」のヴァージョンの中に、クリアできないと呪われてしまうヴァージョン「ノーライフキング」があると、まことしやかに囁かれていた。
小学校4年の大沢まことは、仕事をもつ母親と二人暮し。彼もまた、「ライフキング」の攻略に熱中していた。
そんな中、冬の朝礼で、まことの通う小学校の校長が、「ライフキング」に登場する敵とそっくりの台詞を吐いた直後に突然死する「事件」が起こる。その姿がゲームのオープニングに酷似していたため、いつしか学校内では「校長の死はノーライフキングの呪いだ」と噂されていた。その校長も生前、このゲームを批判していた人物であったという。「呪いを解かなければ自分や家族共々死んでしまう」という不気味な噂はいつしか広がり、まことを始めとする日本中の小学生は「ライフキング」を手本に、現実世界の「ノーライフキング」の攻略方法を探り始める……。

## 主な登場人物
大沢まこと
主人公。母と二人暮らしのごく平凡な小学4年生。
室井克也
まことのクラスメートで友人。通称「かっちゃん」。
木村実
まことのクラスメートで友人。通称「みのちん」。
中村さとる、中村あきら
まことのクラスメートで友人の双子。本来は三つ子だったが、3人目の「つよし」は既に亡くなっている。
望月圭昌
まことのクラスメート。ガキ大将的な存在で克也や実をいじめている。
亀井典子
まことのクラスメート。
大沢まみこ
まことの母。女手ひとつでまことを育てるキャリアウーマン。息子に対してよき理解者であろうとしているが、ややミーハーで、子供の気持ちより「母親同士の噂」を信じてしまうなど、ごく普通の母親である。
水田信彦
『ワールズ・エンド・ガーデン』と言う雑誌の編集者。「ノーライフキング」の噂を聞きつけ、全国の子供達を取材している。

## 映画
1989年12月16日公開。監督は市川準。世界観を原作とは大きく変え、テレビゲームに熱狂する少年たちを描いた。1991年第28回ニューヨーク映画祭招待作品。
シャープのパーソナルコンピュータ、X68000が小道具として使用された。劇中のゲーム「ライフキングの伝説」も、同機でプログラミングされ動作していたものであった。プログラミング担当は高橋ピョン太。高橋によるとゲーム画面は画面撮影のためにシーン毎に作成されたものであり、実際のゲームとしての完成はなされていない。劇中のゲームのBGMとして流れる曲は古代祐三の手によるもので、これもX68000の音源で演奏されている。アルファレコード・G.M.O.レコードからリリースされた古代のセカンドアルバム『ザ・スーパー忍＆ワークス』に収録された。
公開後の1992年3月25日にVHSが発売されたが、DVD等でのソフト化は2023年現在されていない。2020年頃U-NEXTで配信されていたことがあるが、現在は終了している。

### あらすじ
新作ゲームソフトである「ライフキングの伝説IV」を買うために行列をつくる子供達。しかしそのゲームはいくつかの種類があり、その中には呪われた「ノーライフキング」があるという噂が流れる。小学校の終業式の日、まるでゲームのシーンのように校長先生が急死する。小学生である大沢まことは、この呪いを解くためにゲームに挑戦する。

### キャスト
- 大沢まこと：高山良
- 室井克也：原田慎也
- 木村実：山崎康平
- 中村さとる：峯村康平
- 中村あきら：大友大輔
- 望月圭昌：市川浩
- 亀井典子：久米舞
- 大沢まみこ（まことの母）：鈴木さえ子
- 水田信彦：斉藤ネコ
- 木村平成（実の祖父）：中村伸郎
- サラリーマン：イッセー尾形
- 稲田英晃（学習塾講師）：嶋田久作
- 校長先生：はやしこば
- 保健室の職員：小川美潮
- 岩松了、広岡由里子、井上孝雄、藤岡大樹、尾羽智加子、河野由佳 ほか

### スタッフ
- 監督：市川準
- 脚本：じんのひろあき
- 音楽：はやし・こば、鈴木さえ子
- 主題歌：チロリン「こんなじゃダメ神様」「星に願いを」
- 撮影：丸池納
- 編集：奥原茂
- 録音：木村瑛二
- 美術：斉藤岩男
- CGデザイン：原田大三郎
- 助監督：萩庭貞明
- 現像：東京現像所
- スタジオ：にっかつ撮影所
- プロデューサー：新津岳人、松井進、村瀬拓男
- 製作：ニュー・センチュリー・プロデューサーズ、新潮社、サントリー
- 配給：アルゴ・プロジェクト

## アンデッドを指す由来
「ノーライフキング」という言葉は、上記の小説を書いたいとうせいこうによって生み出された造語である。せいこうが膨大なメモの中にあった「無機王」という単語をたまたま「ノーライフキング」と読んだことから、小説は書き始められたという。
本来は“無機の王”、“生物ではないもの”というような意味合いであり、アンデッドを示す言葉では無い。
1990年国産テーブルトークRPGの『ソード・ワールドRPG 上級ルール 分冊2 追加モンスター』にて、最上位のアンデッドとして特殊な吸血鬼「ノーライフキング」が登場した。暗黒神ファラリスのお気に入りが死後選ばれて変ずる吸血鬼・バンパイアと異なり、古代語魔法の一系統である死霊魔術の奥義を用いて自ら変異することに成功したノーライフキングはバンパイアの全ての特性に加えて、生来の能力がより大きく上昇する。変異に用いる儀式を伴う呪文「ノーライフキング」は失われており、新王国歴525年・ロードス島で邪神戦争が終結する以前のフォーセリアに存在する個体は全て古代王国時代の強大な魔術師である。公式に設定されているノーライフキングは古代王国末期の死霊魔術師一門門主アルヴィンス・デラクロス、ロードス島最後の太守サルバーン、ルテジア、そして黒の導師バグナートである。ゲームデータやQ&Aではノーライフキングと表記されるが、ルールブックの解説やワールドガイド、小説等では「生命なきもの（者）の王」「不死の王」と当て字をされる。
『ダンジョンズ&ドラゴンズ』ではこうした自らの意思で変異し、人格と魔法能力を保持するアンデッドとしてリッチがいる。『ソード・ワールドRPG』とその背景世界フォーセリアの原型である「D&D誌上ライブ・ロードス島戦記リプレイ第2部」第8・9回では古代王国カストゥールの失われたアンデッド関連の魔術を甦らせ、自身をリッチに、他者を生きたまま吸血鬼に変異させたスヌークナッド伯爵が登場した。この吸血鬼の直接的上位にリッチが位置づけられるエピソードから、『ソード・ワールドRPG』のノーライフキングがリッチに相当する存在である事がうかがえる。
ではなぜリッチではなく吸血鬼の上位種なのか。
『月刊ドラゴンマガジン』1990年7月号のQ&Aにて、「なぜ（『ソード・ワールドRPG』には）オークがいないのか」という問いに対し、清松みゆきは「オークに“ソード・ワールド”ばりの解釈がつけられなかったから」「ゴブリンと別に登場させる意味性を感じない」「オークは出展が『指輪物語』とはっきりしているから、そのまま引きうつすのは芸がない。“ソード・ワールド”らしさのためのヒネリがほしい」と答えている。
吸血鬼が「暗黒神のお気に入りが死後蘇った存在」として“ソード・ワールド”ばりの解釈が与えられているのだから、わざわざ別のアンデッド種族であるリッチを登場させる意味が見いだせなかったと思われる。
『ソード・ワールド2.0』『ソード・ワールド2.5』の背景世界であるラクシアでは、吸血鬼はノスフェラトゥという自然発生する種族でありアンデッドでは無い為、ノーライフキングは登場していない。
しかしラクシアの古代魔法文明期に「死者の王」「不死の王」と表記される不死化を成し遂げた魔法王が複数おり、現在も存在しているという。賢者の中にはこうした不老不死の研究の末にノスフェラトゥが生まれたと考える者もあるが、古代魔法文明期以前から存在していた形跡があるので無理がある、とされている。このノスフェラトゥとの関係をうかがわせる設定とノスフェラトゥの魔法王ゼラールの存在から、ノーライフキングのような「不死の王」もまた存在するのかもしれない。
更に魔法ではなく信仰で不死者となったと思しき、神聖魔法を使う不死の王が確認されている。ほとんどの神々はアンデッドに不寛容であるため、「不死の女王」ツァイデスの気まぐれか、「狂神」ラーリスの影響といわれている。
『ソード・ワールド2.0 サプリメント バルバロステイルズ』には不死化の研究の中でもっとも完成体に近い存在としてドクロのように干からびたアンデッドの魔法王「デスロード」が、『ソード・ワールド2.0 ルール＆データブック フォルトナコード』にはデスロードを超えてほぼ神々の域に達した白骨の魔法王「リッチ」が、『ソード・ワールド2.5 ルールブック III』には信者を巻き込んでアンデッドとなった邪教の悪しき法王「ダークハイエロファント」が登場しているが、これらが「不死の王」かは明記されていない。
1991年、ベニー松山が『小説ウィザードリィアンソロジー』に「不死王」と呼ばれる吸血鬼の祖が登場する短編『不死王』を発表。ただし「ノーライフキング」とは呼称されていない。
平野耕太の漫画『HELLSING』単行本1巻p158では主人公アーカードが自身の血を飲んだ吸血鬼は使役される存在から自らの意思で行動する独立した「不死の血族（ノーライフキング）」になると語っており、それは4巻p99でヴァン・ヘルシングがアーカードを「不死の王（ノーライフキング）」と称した事に由来する。『HELLSING official guide book ～ヘルシング完全ガイド～』p6でも彼の呼称の一つとなっており、また単行本9巻では「死なずの君（ノーライフキング）」とも当て字された。
『ウィザードリィルネサンス』の世界ではアンデッドの王であるバンパイアロードの上に「無機の王」と当て字されるアンデッドの神・ノーライフキングが存在し、シリーズのいくつかに登場している。吸血鬼かは不明。